# 豆神教育
豆神教育（深交所：300010）是中華人民共和國一家公司，前身是立思辰科技（立思辰），主營業務幾經更迭，先後涉足办公信息化、信息安全以及教育。

## 歷史
立思辰前身是1988年成立的清華大學校園內的一家複印店，創始人是在清華大學就讀的池燕明。當時該複印店專門為大學生提供複印和打印服務。1990年，池燕明成立了辦公設備銷售公司，1993年起該公司專門銷售東芝的複印機。後來池燕明的公司又開始代理雷立（Lanier）的複印機。
1999年1月8日，立思辰科技成立。之後立思辰又涉足文件處理、文件外包以及辦公信息系統等領域。立思辰負責管理客戶所有的打印機、複印機運營、保養以及耗材管理。此外立思辰還涉足視頻會議解決方案。2006年8月7日，立思辰科技的子公司立思辰新技术成立，當時的主營業務為技术开发以及技術服務。2009年10月30日，立思辰在創業板上市。
2012年，立思辰推出優教學平台，進軍教育信息化領域。之後立思辰主要佈局教育以及信息安全領域。
2015年，语文教育专家窦昕创立語文輔導機構中文未来。2018年底， 立思辰完全控股中文未来。
2020年8月，立思辰將公司名字更名為豆神教育。
双减政策頒布後，豆神教育開始從教培机构转型成直播电商，並推出了带货平台豆神甄选。该平台名字與东方甄选相似，不過销量及数据一般。同時深交所核实豆神教育直播业务的合规性，並要求豆神教育详细说明直播业务开展情况。

## 外部連結
- 官方网站